# Alfabeto protocananeo
El alfabeto proto-cananeo o abjad lineal (i.e., no cuneiforme) es una protoescritura usada para escribir la lengua de los antiguos cananeos que se supone fue hablada por dicho pueblo. Este sistema de escritura lineal presenta unos veinte glifos acrofónicos y ha sido datado entre el siglo XVII a. C. y finales del siglo XII a. C. Posterior a estas fechas surgen (al parecer como evolución del mismo Proto-Cananeo) los signarios lineales fenicios, arameos y hebreos. Así pues, el Proto-Cananeo sería el antepasado más remoto en las regiones de Asia Menor y Cercano Oriente de las escrituras fenicias, arameas y hebreas, y por vía fenicio-griega de casi todas las utilizadas en la actualidad. Existe una seria discusión con respecto a la verdadera antigüedad del proto-cananeo y su relación con el paleo-hebreo (el cual realmente es una forma de escritura del Alfabeto fenicio).
Se han descubierto predecesores de este alfabeto, posiblemente en parte logográficos, en el Egipto central en 1905 y 1999 (véase alfabetos de la Edad del Bronce Media). Estas antiguas escrituras pudieron haber tenido más letras de las encontradas, y también podrían incluir variantes de esas letras (letras diferentes que podrían ser utilizadas para expresar el mismo fonema).
Los nombres de las letras que sobreviven en los alfabetos griego y hebreo, probablemente ya existían en tiempos de las inscripciones proto-cananeas. Los nombres se basan en un principio acrofónico, presumiblemente a partir de las traducciones semíticas de los nombres de los jeroglíficos egipcios. Por ejemplo, el egipcio nt (agua) se convirtió en el semítico mu (agua), que con el tiempo evoluciona a la latina letra M, mientras que el egipcio drt (mano) se convirtió en el semítico kappa (mano), y finalmente en la letra latina K.
El orden de las letras en el proto-cananeo aún nos es desconocida, el alfabeto ugarítico, que utiliza signos cuneiformes, tiene dos órdenes alfabéticos: un orden A-B-G-D similar al nuestro (A-B-C-D), y otro H-L-Ḥ-M, también testimoniado en el abecedario árabe meridional (sudarábico) y los alfabetos etíopes de Ge'ez.

## Reconstrucción
| F1 |

| F1 |

| O1 |

| O1 |

| T14 |

| T14 |

| K1 |

| K1 |

| K2 |

| K2 |

| A28 |

| A28 |

| T3 |

| T3 |

| Z4 |

| Z4 |

| O6 |

| O6 |

| N24 |

| N24 |

| V28 |

| V28 |

| V28 |

| V28 |

| F35 |

| F35 |

| D36 |

| D36 |

| D46 |

| D46 |

| U20 |

| U20 |

| N35 |

| N35 |

| I10 |

| I10 |

| R11 |

| R11 |

| D4 |

| D4 |

| V28 |

| V28 |

| D21 |

| D21 |

| M22 |

| M22 |

| O34 |

| O34 |

| D1 |

| D1 |

| D19 |

| D19 |

| N6 |

| N6 |

| M39 |

| M39 |

| M40 |

| M40 |

| M41 |

| M41 |

| Z9 |

| Z9 |

- La sección 'Otros' muestra las letras correspondientes en el griego arcaico, griego moderno, etrusco, y latín.